# Enrique Salazar
Enrique Salazar Salazar (Badajoz, 9 de septiembre de 1956 - Madrid, 24 de junio de 1982) fue un cantante y compositor español, más conocido por formar el grupo Los Chunguitos junto a sus hermanos, Juan Salazar y José Salazar.

## Biografía
Nació en Badajoz, España en 1956, fue el hermano de Juan y José Salazar. Vivía en el barrio de Pan Bendito, Madrid cuando comenzó a actuar con el grupo por los mesones de Plaza Mayor. En 1976, se hicieron famosos con la canción "Dame veneno", con colaboración del Dúo Dinámico. 
Enrique Salazar era compositor y la voz del grupo. Sus melodías sencillas, aunque con cierta sabiduría flamenca en la base, eran apreciadas por todos los públicos, incluido el de los roqueros. 
La popularidad les llega abiertamente cuando uno de los temas de su segundo elepé, Perros callejeros, sirve de título y música para la película de José Antonio de la Loma. Más tarde, Carlos Saura selecciona otros dos temas suyos ("Ay, qué dolor" y "Me quedo contigo"), para que figuren en Deprisa, deprisa.
Entre las últimas canciones que dejó grabadas, Enrique Salazar cantaba una de su propia cosecha, titulada "Me vuelvo loco". Y allí decía: "Yo nací para sufrir,/ yo nací para llorar,/ yo nací porque el destino/ lo quiso así".
Junto a Los Chunguitos, participó en las películas: Perros callejeros II: Busca y captura (1979) y Deprisa, deprisa (1981).
Murió el 24 de junio de 1982 en Madrid, a la edad de 25 años.

## Discografía
- 1977 - Los Chunguitos
- 1978 - Vive Gitano
- 1979 - Limosna de amor
- 1980 - Pa ti pa tu primo
- 1981 - Sangre caliente
- 1982 - Barrio
- 1983 - Recuerdo de Enrique